# Future Combat Systems
A Future Combat Systems (FCS) az Egyesült Államok haderejének megújítását célzó fejlesztési tervezet volt, amely 1996-ban indult előkészítő munkák és a 2003–2009 között zajló több különálló, de egymás eredményeit felhasználó tényleges fejlesztési program összessége. Ezen belül új gyalogsági felszerelést, teljes harcjármű-családokat és távvezérelt katonai egységeket fejlesztettek ki.

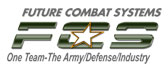
Az FSC logója

Bár a tervezet azon kivételes haditechnikai programok egyike volt, amely határidőkre és költségkereteken belül teljesítette a fejlesztési lépcsőfokokat, mégis törlésre került. Ennek oka az volt, hogy a Stryker program költségvetése annyira megugrott (a jármű ára a tervezett 880 000 USD helyet 5 millió lett), hogy Eric Shinsheki tábornok döntései nyomán töröltek minden lánctalpasokkal kapcsolatos fejlesztést. A program során kifejlesztett technológiák később hatást gyakoroltak a katonai és civil ipar fejlesztéseire, így legalább részben hasznosultak.

## A fejlesztés alapelvei és története

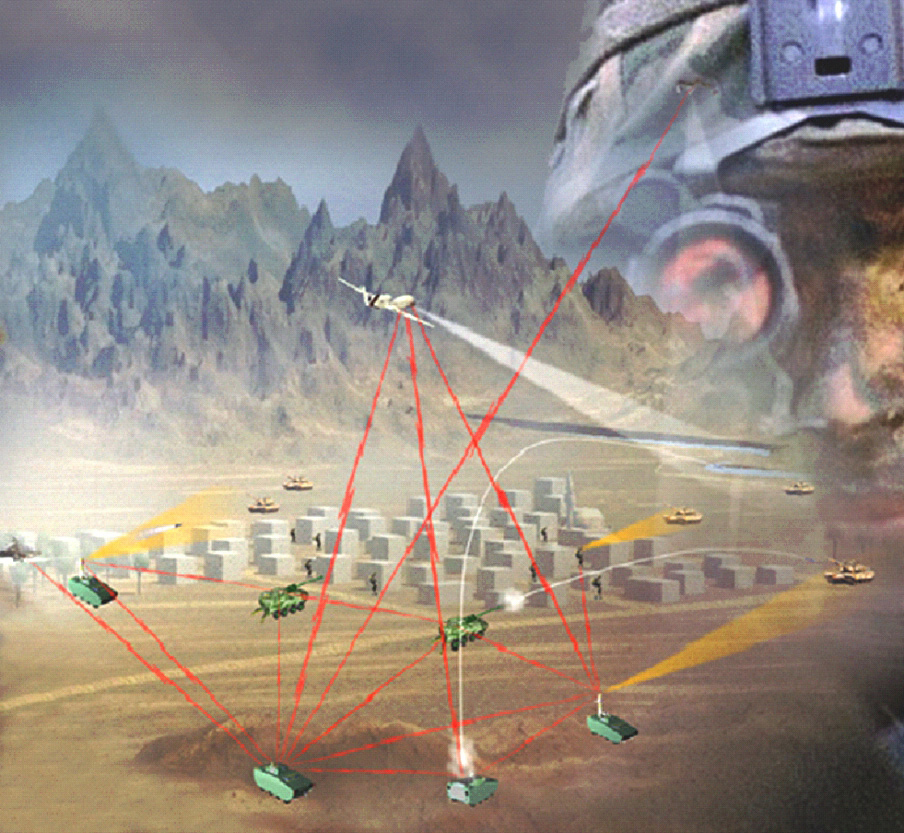
Szemléltető ábra a rendszer hálózati jellegéről

Az FCS tervezet célja az volt, hogy a hidegháború lezárulta után megváltozott globális stratégiai helyzethez igazítsa a nagy létszámú és költséges atomháborúra szabott haderőt. A program több fő célt tűzött ki:
- Az M1 Abrams és a Bradley (M2, M3) járművek leváltása egy, új generációs kompozit páncélzata révén könnyebb (C-5-ben szállítható) egységes platformmal, amelynek változatai képesek ellátni a harckocsik, gyalogsági harcjárművek és a specializált egységek feladatait.
- A régi M113 csapatszállítók leváltása egy modern könnyű páncélzatú és enyhe fegyverzetű úszóképes csapatszállítóval, amely a világ minden pontjára dandár erőben eljuttatható 96 órán belül.
- A legveszélyeztetettebb feladatok ellátásának kiszervezése autonóm, vagy távvezérelt, kisméretű Kezelő Nélküli Járművekre (UAV/UGV) amelyek kis költséggel pótolhatóak és növelik a haderő rugalmasságát, megfigyelőképességét. Nagyobb méretű logisztikai és műszaki célokat szolgáló robotizált járművek kifejlesztése, amelyek változatai már alkalmasak a városi harc megvívására (páncélvadász és élőerő elleni kivitel is!).
- Új, nagy pontosságú, de az eddigi precíziós fegyvereknél nagyságrendileg olcsóbb, tömeg gyártható eszközök kialakítása és integrálása a fenti rendszerekbe.

A program több elméleti problémával volt kénytelen megküzdeni kezdetétől fogva. A kifejlesztendő járműveknél nehéz volt a páncélzattal szembeni igények meghatározása, mivel a Bradley védettsége elégtelen volt, de az M1-nél lényegesen könnyebb megoldás kellett volna. Végül is a járművek geometriai méretének csökkentése és a belső elrendezés átszervezése révén sikerült a megadott keretek között tartani a járművek üres tömegét.

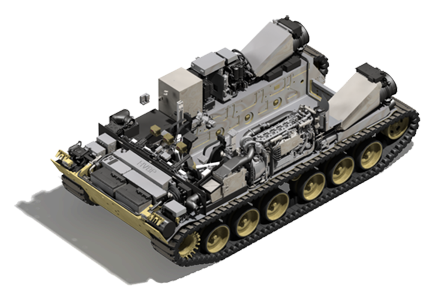
Az FCS számára kifejlesztett hibrid, kompozit lánctalpas hajtáslánc

Hasonlóan akut kérdés volt, hogy a harcjárművek négytengelyes kerekes, vagy lánctalpas kivitelűek legyenek-e, mivel az empirikus vizsgálatok és szimulációk ellentmondó eredményeket mutattak. Bár a kerekes futómű könnyebb, a nagyobb térfogata miatt az ilyen jármű lett nehezebb. A kerekes futómű karbantartása olcsóbb, de gyakrabban sérül. A lánctalp némileg lassabb, de terepjáró képessége nagyságrendileg jobb. Összességében a megoldást a két hajtómű előnyeinek egységesítésében látták: olyan kompozit, gumiszerű lánctalpat készítettek, amely betonúton ugyanolyan haladást tett lehetővé, mint a kerekes járművek, miközben terepjáró képessége alig mérhetően volt rosszabb a hagyományos lánctalpaknál. Karbantartási igényei és alacsony sérülékenysége miatt mindkét korábbi megoldásnál olcsóbb volt. Mindezt gazdaságos hibrid meghajtással ötvözték, hiszen nagy energiára csak indulásnál és emelkedőn való haladásnál volt szükség ezen járműveken. A kész hajtásláncot egy M113 járművön tesztelték, amely 100 km/h sebességet ért el gazdaságos fogyasztás és halk, sima futás mellett. Kép a prototípusról: http://www.combatreform.org/mtvlhettd.jpg
2001 februárjában a DARPA összesen 8 fejlesztői csoportot hozott létre többek között a General Dynamics Land Systems, a Carnegie Mellon és a Omnitech Robotics vállalatok vezetésével a szükséges technológiák kifejlesztésére egyenként 5,5 millió dolláros költségkerettel. Ennek eredményeként elkészült a szükséges csökkentett tömegű kompozit nemrobbanó-reaktív páncélzat, az új lánctalp (bandtrack), a hibrid meghajtás, az új rádió-elektronikus vezérlő rendszer a robotokhoz, valamint számos olyan számítástechnikai és gépészeti innováció amelyek ma már részei a mindennapjainknak (hibrid járművek, gumilánctalpas munkagépek, híradástechnika, stb.).

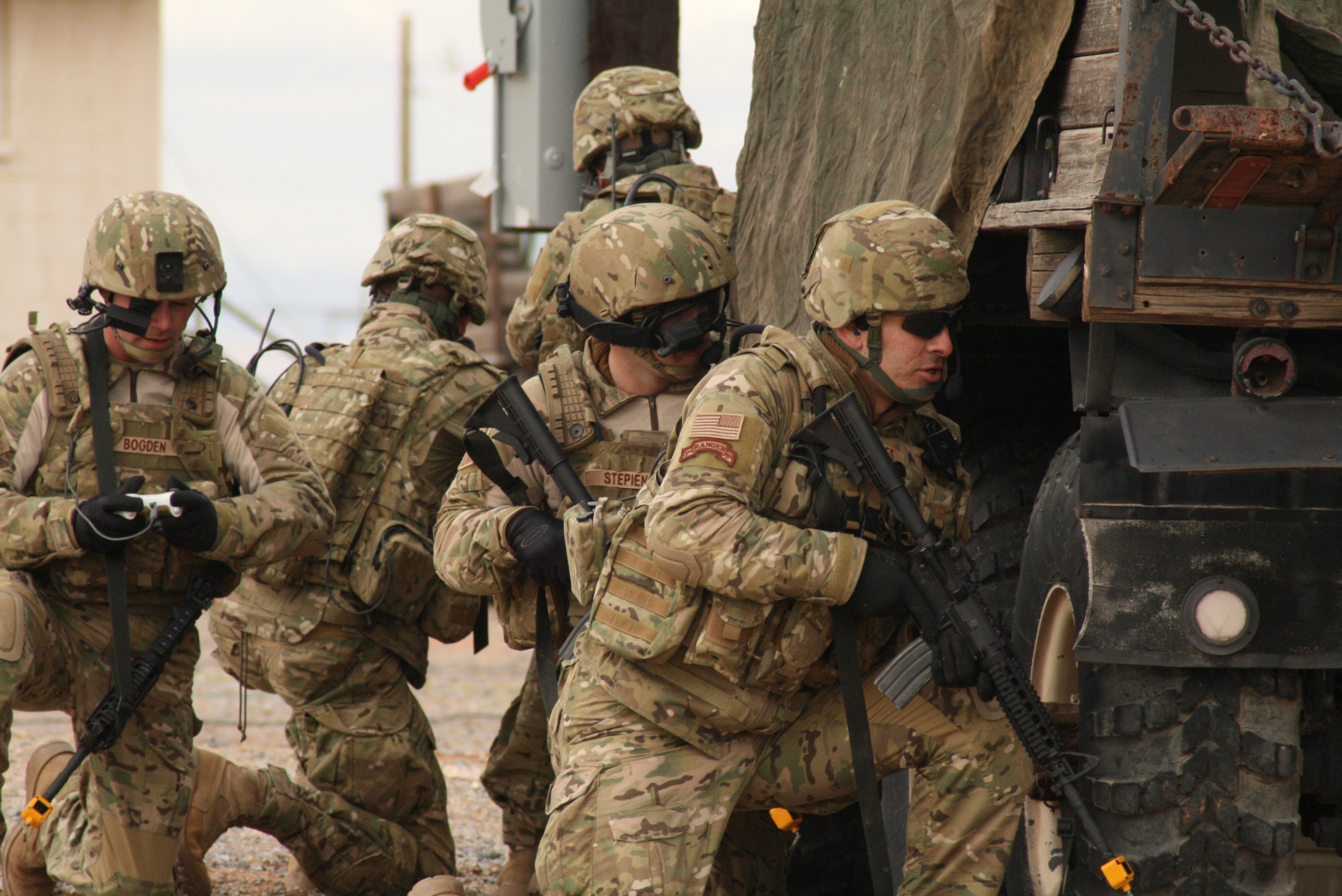
Future Force Warrior teszt közben

A sikeres, korábbi kutatásokkal jól megalapozott munka eredményeképp mindössze két évvel később 2003 májusában a Védelmi Minisztérium 14,92 milliárd dollár értékben már a demonstrációs mintapéldányokra köthetett szerződést. Az összesen 550 vállalatot (41 országból, köztük hazánkból is) a Boeing és a Science Applications International Corporation fogta keretbe, hogy már 2008 és 2010 között elkészüljenek a tesztpéldányok és 2010 második felére egy teljes dandárt fel is szerelhessenek a teljes rendszerrel. A cél az volt, hogy már a gyártás megkezdése előtt legyen elég tapasztalat és a szükséges módosítások még időben megtörténjenek. 2005-ig minden addigi határidőt és követelményt 100%-ban teljesítettek a vállalatok és a hadsereg specialistái.
A programot 2005-ben elhalasztották, mert az időközben Erik Shinseki tábornok egyszemélyes ötlete alapján kialakított Stryker program (az FCS-szel szöges ellentétben) nem eléggé alapos előkészítés és tesztelés miatt annyi utólagos módosítást igényelt, hogy a járművek költsége az eredeti tervezett 560%-ára nőtt (egy T-72B3 árát érte el a kerekes szállítójármű darabára) és egyszerűen nem maradt keret a sikeresen haladó FSC programra.

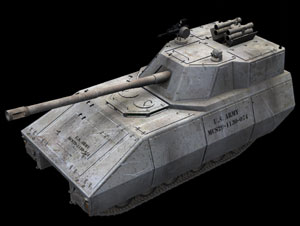
FCS-MCS

Összességében tehát a teljes haderő képességeinek fokozása mellett az olcsóbbá tevő sikeresen és költséghatékonyan haladó rendszer helyett a rendkívül drága és alacsony hatásfokú Stryker program (BCT) és a drágán fenntartható, ma már kétes értékű (M2!) hagyományos páncélos haderős meglétét betonozták be legalább még további 15-20 évre. A még elkészült elemek jelentős része helyett is drágább alternatívákat választottak. A hasonló kimenetelű Svájci Panzer 68 és Német HS.30 esetekkel ellentétben azonban a Stryker-FCS konfliktus nem vezetett törvényszéki vizsgálatokhoz, felelősségre vonás nem történt.

## Az FCS részelemei
Az FCS program összesen 5 fő tématerületen dolgozott, közel 200 fejlesztés zajlott párhuzamosan. Mivel a tapasztalatok megosztására kötelezték a résztvevőket nem voltak fölösleges, párhuzamos munka, hanem az egyes elemeket átemelték mindenhova ahol használható volt.

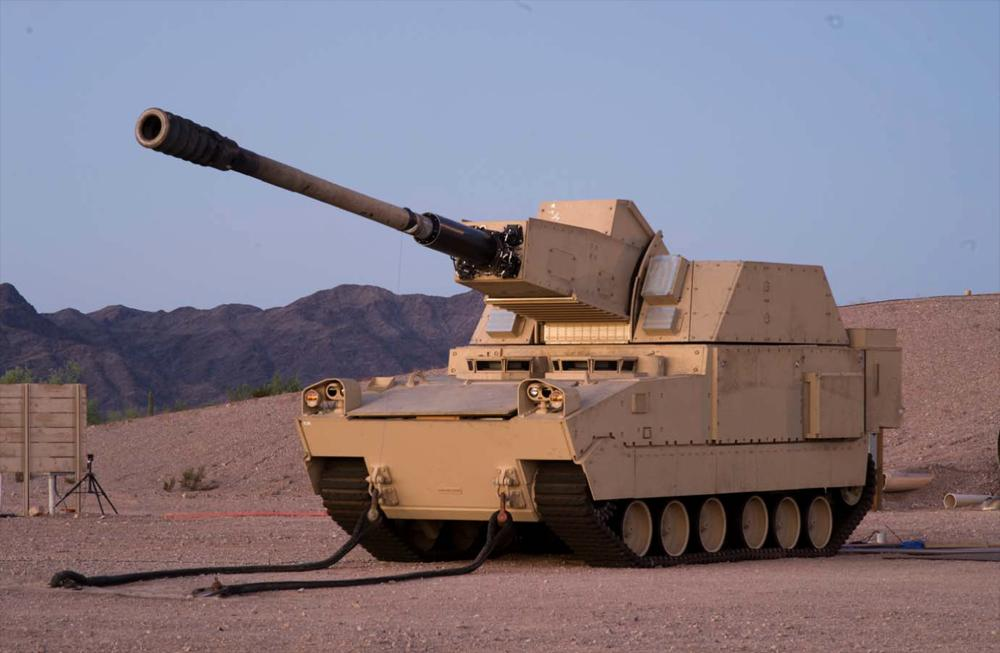
NLOS-C prototípus

### FCS Network
Az FCS egyes rendszerelemeit összekötő digitális hálózat, amely több eltérő frekvencián működő sajátos célú kódolt rendszert alkalmazott, ebben wifi, rádió és mikrohullámú híradástechnikai elemek is szerepet kaptak (részelemeiben megvalósult a C4I rendszerben).

### Future Force Warrior
Új felszerelési, ruházati és digitális hálózati rendszer a gyalogos katonák számára. Részét képezte a HS kézi okoskijelző (az okosórák egyfajta elődje, a katonai igényekhez specializálva, 3D térképpel), új golyóálló mellény, egészségügyi megfigyelő rendszer (jelzi a sérült katonát a MEDEVAC csapatoknak) és egy teljesen új kivitelű tűzálló egyenruha. Részben átemelték a BCT programba, de Irakban nem vált be, mert a túl sok információ leterhelően hatott a katonákra.

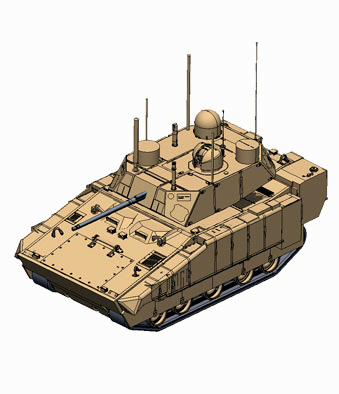
ICV gyalogsági harcjármű

### Manned Ground Vehicles
Az FCS járműparkja, 85%-ban azonos alkatrészekből felépítve, kompozit lánctalppal és hibrid hajtással, korszerű páncélzattal (törölve az FCS rendszerrel, a kutatási eredmények egy részét a Ground Combat Vehicle program felhasználja).
- XM1201 RSV (Reconnaissance and Surveillance Vehicle) – Britanniával közös FSV program amerikai eleme, felderítő radarral és optikákkal ellátott csökkentett felderíthetőségű jármű.
- XM1202 MCS (Mounted Combat System) – Az M1 harckocsi leváltására szánt orrmotoros jármű, amely 40 mm-es gránátvetővel, géppuskákkal és 120 mm-es löveggel lett volna felszerelve. Az Abramsnál jóval könnyebb jármű képes lett volna tarack módjára nagy távolságra lévő célok támadására, így részben az önjáró tarackok feladatát is elláthatta volna.
- XM1203 Non-Line-of-Sight Cannon (NLOS-C) – Az XM2001 program eredményeit felhasználó önjáró tarack, amely olcsó precíziós lőszerrel váltotta volna ki a jelenleg használt drága rakétákat és siklóbombákat. A mindössze 18 tonnás légi-szállítható jármű prototípusa elkészült az FCS törlése előtt.
- XM1204 Non-Line-of-Sight Mortar (NLOS-M) – Aknavető jármű 120 mm-es fegyverrel. Gyakorlatilag az M106 átalakítása az FSC hajtásláncra. Később tervezték toronyban elhelyezett hátultöltős aknavetővel felszerelt verzió gyártását is.
- XM1205 Recovery and Maintenance Vehicle (FRMV) – Műszakimentő jármű
- XM1206 ICV (Infantry Carrier Vehicle) – Az MCS alvázát használó nagy védettségű jármű, amely 9 főt tud szállítani és a belülről vezérelt tornyában jelentős, de a Bradley-hez képest olcsóbb és a valós igényekhez jobban illeszkedő fegyverzettel (30 mm-es gépágyú, géppuska és gránátvető) ellátva. Számos altváltozatban készült volna, így parancsnoki, és utász kivitel is tervezés alatt állt.
- XM1207 Medical Vehicle-Evacuation (MV-E) – Sérültek evakuálását szolgáló jármű
- XM1208 Medical Vehicle-Treatment (MV-T) – Sérültek ellátását szolgáló jármű, gyakorlatilag egy mobil műtő.
- XM1209 Command and Control Vehicle (C2V) – Parancsnoki harcálláspont és az UAV-k vezetését szolgáló irányítójármű

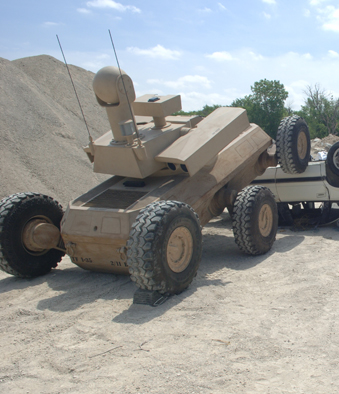
Páncélvadász-támadó kivitelű ARV robotjármű

### MULE
Multifunctional Utility/Logistics and Equipment vehicle – Multifunkcionális logisztikai, műszaki és fegyveres UAV/UGV-család (a BCT modernizációba átemelve, de 2010 után ~90%-os készenlétnél törölve)
- XM1219 ARV (Armed Robotic Vehicle) – Felfegyverzett Robotjármű. autonóm módon vagy távvezérléssel harcolni képes UGV, amely átvette volna (leginkább az utcai harcok során) a legveszélyesebb feladatokat a katonák előtt haladva. Géppuskákkal felszerelt felderítő és páncéltörő rakétákkal, valamit gépágyúkkal felszerelt támadó változata készült volna, amelyeket a C2V jármű rendszerén át, vagy az FFW hálózaton keresztül egy egyszerű kontrollerrel is irányítani lehetett. A nagy részint kész programot törölték 2010 után.
- XM1218 Countermine – Aknamentesítő robot.
- XM1217 Transport – Szállító jármű, sérültek mentésére is alkalmas.
- XM1216 Small Unmanned Ground Vehicle (SUGV) 13 kilós kisméretű tűzszerészt jármű (a BCT program keretébe átemelve, hadrendben PackBot néven).
- XM156 I. osztályú UAV(kisméretű felderítő UAV, később törölték).
- II. osztályú, század szinten üzemelő közepes UAV (már az FCS elején törölve).
- III. osztályú, zászlóalj szinten üzemelő közepes UAV (már az FCS elején törölve).
- XM157 IV. osztályú, nagy UAV (elemeinek jelentős részét felhasználja az RQ–7 Shadow és a MQ–8 Fire Scout UAV).

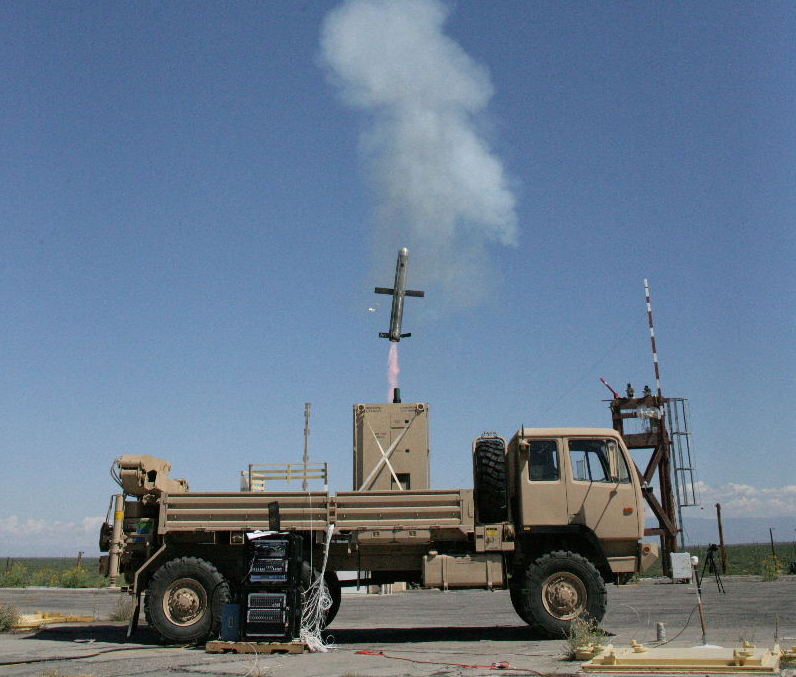
Non-Line-of-Sight Launch System tesztindítás, 2007

### Eszközök
- XM1100: Intelligens Lőszer Rendszer – Olcsó intelligens lőszer, amely azonnali csapásra és a földbe csapódva taposóaknaként működni képes, távvezérléssel ki-be kapcsolható, ezért az FCS járművei átmehettek volna az aknamezőn.
- XM501 Non-Line-of-Sight Launch System – Függőlegesen kilőtt egyszerű optikai/lézeres/GPS vezérlésű rakéta-család, amely konténerként könnyen szállítható blokkokban lett kialakítva, ami 15 rakétát tartalmazott. A rendszer egy viszonylag egyszerű számítógépes mag segítségével a kijelölt célokat az FCS rendszeren át követte és automatikusan indított rájuk megfelelő típusú (repesz-romboló, páncéltörő, vagy sikló-kereső) rakétát, így rendkívül rövid reakcióidőt tett lehetővé. 2010-ben törölték a gyakorlatilag már kész rendszert a sokkal drágább, de nem hatásosabb Griffin rakéta javára.
- AN/PSW-2 Common System Controller (CC) – Az összes FCS rendszernél használható távvezérlő kontroller, amely külsőre igen hasonlít a PlayStation/XBox irányítókhoz, de több gombbal. Segítségével az MCS harckocsi épp úgy vezethető volt, mint az UAV-k vagy az XM501 célkövetője.
- Unattended Ground Sensors (UGS) – Olcsó, a terepre nagy számban telepíthető szenzorrendszer, amely a föld rezgését, rádiójeleket rögzítő műszereket és infravörös képalkotó optikákat tartalmazó kis egységekből állt. Ezeket a csapatok és UAV-k szórták volna el az utak és védelmi vonalak mentén, változás esetén azonnal jeleztek és így csökkentették a felderítők terhelését. 2010 után törölték a szinte kész programot.

## Az FCS eredményeinek hasznosulása

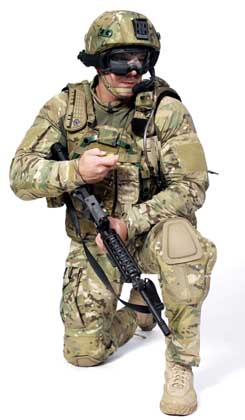
FFW rendszer számára fejlesztett egyenruha Multicam mintázattal

A program törlése után számos elemét sikerült "megmenteni" és áthelyezni a BCT programba és más fejlesztésekbe. Az FCS-re vezethető vissza a hazánkban is rendszeresített MultiCam terepminta, az új sisakok és mellények kifejlesztése. A járműprogram számos eleme a Ground Combat Vehicle, az Ajax és a Black Knight fejlesztésekben jelent meg, továbbá a manapság az UAV-k vezérlésében használt eszközök egy szignifikáns része innen ered. Sajnálatosan a program számára kifejlesztett olcsón üzemeltethető hibrid hajtás és kis költségű fegyverek helyett máig jóval drágább megoldások maradtak rendszerben, amely jelentős teher az amerikai költségvetés számára, azonban a beszállító vállalatoknak nagy haszonnal jár.

## Galéria

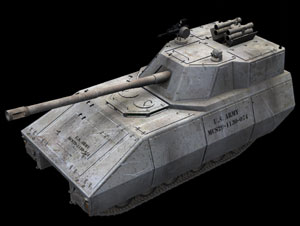
MCS
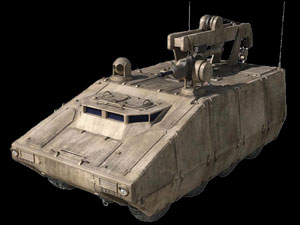
FCS Műszaki jármű
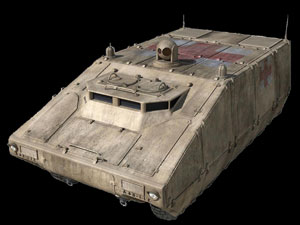
FCS Egészségügyi változat
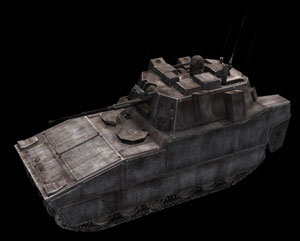
FCS Gyalogsági harcjármű
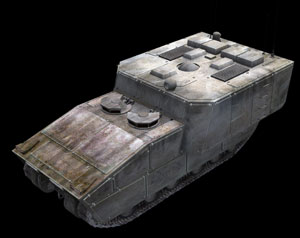
FCS parancsnoki jármű
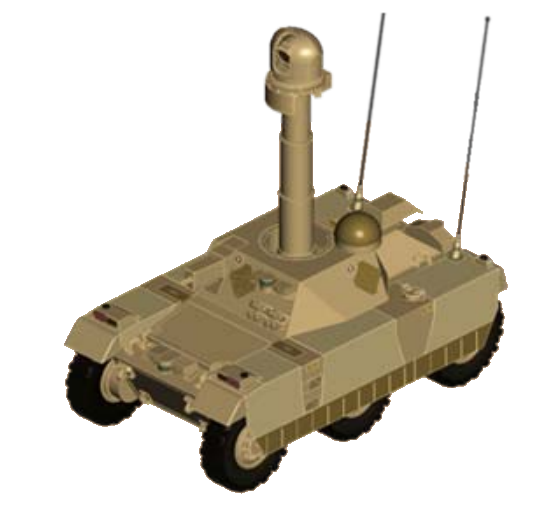
Felderítő ARV
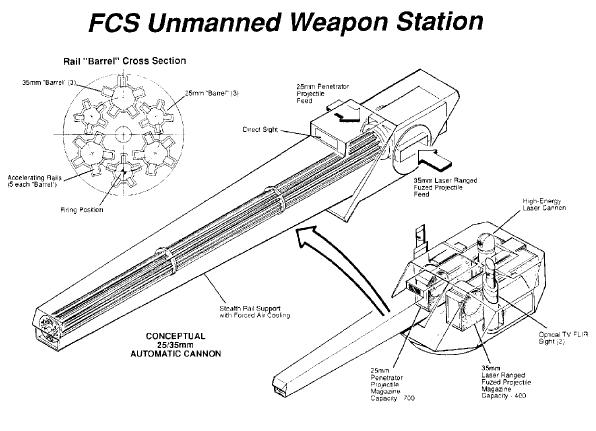
A rendszer számára fejlesztett kombinált gépágyú
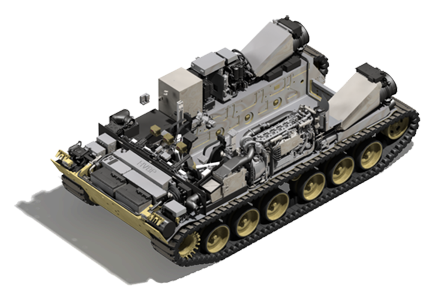
Az FCS hibrid hajtáslánca
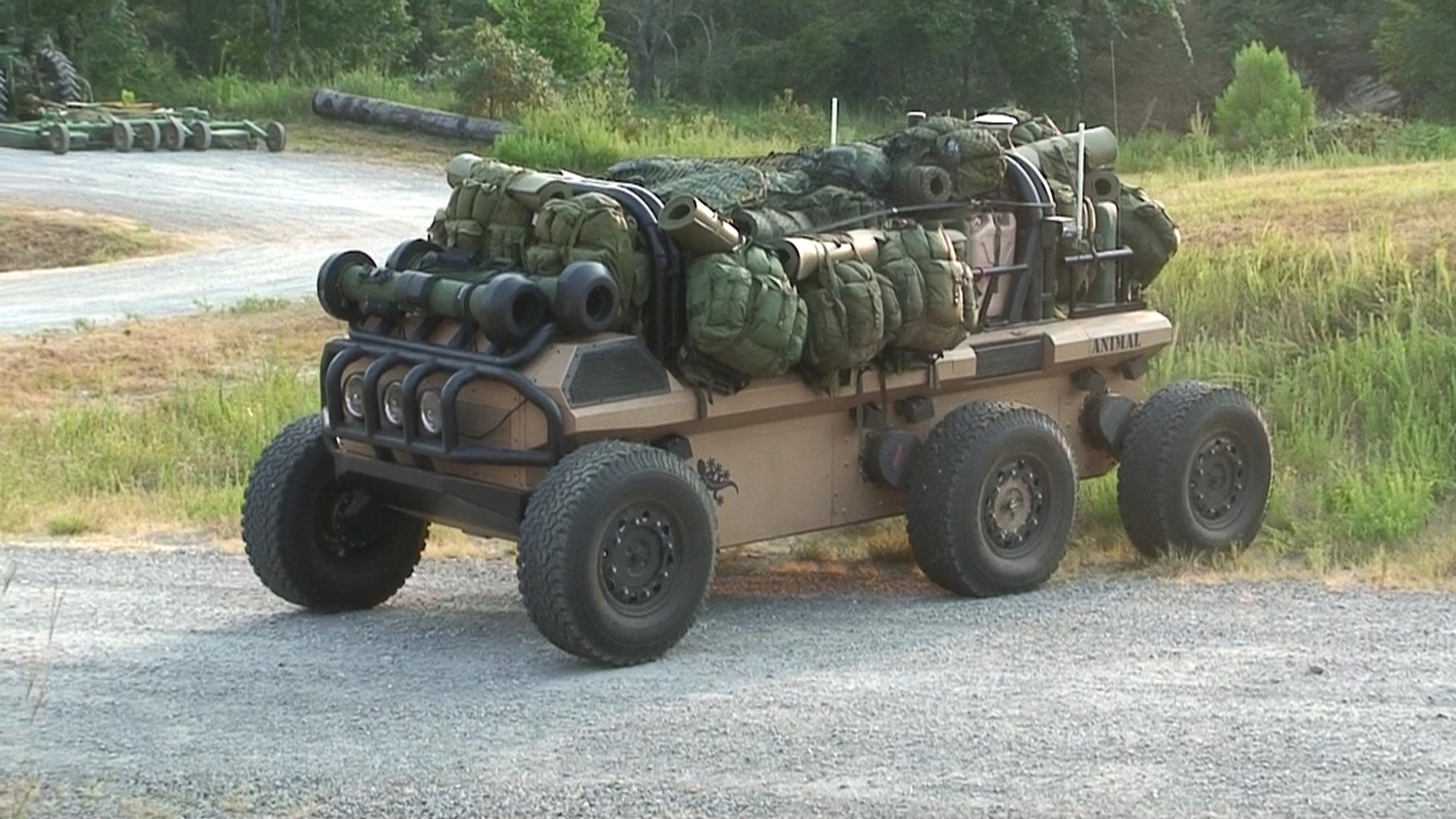
MULE jármű
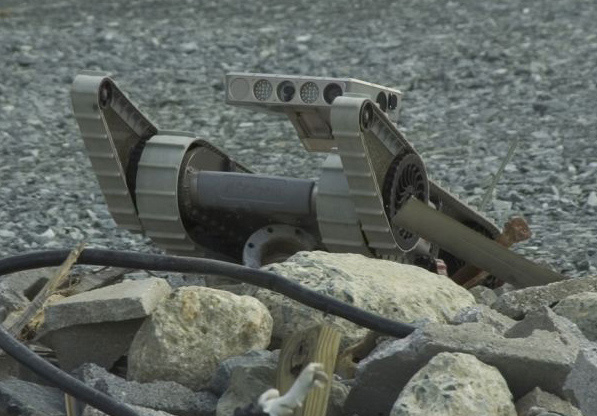
FCS tűzszerész- és felderítő minirobot